# Etymologie
Etymologie je obor lingvistiky zkoumající původ a vývoj slov. Tyto informace jsou sdruženy mj. v etymologických slovnících.
Pokud v daném jazyce existují historické (psané) texty, pak jsou využívány k získání povědomí o tom, jak byla slova dříve používána a kdy se v dotyčném jazyce objevila. Etymologové také používají metodu komparativní lingvistiky k rekonstrukci jazyků, které jsou příliš staré na to, aby o nich existovala jakákoliv přímá informace. Analýzou příbuzných jazyků pomocí komparativní metody mohou zjistit něco o jazyku, který byl jejich společným předchůdcem, a jeho slovní zásobě. Tímto způsobem byly nalezeny kořeny, které vedou mj. k původu indoevropské jazykové rodiny.
Ačkoliv etymologický výzkum vzešel z filologické tradice, v dnešní době se zkoumají především jazykové rodiny, o kterých je jen nedostatečná nebo žádná dokumentace, jako uralská nebo austronéská.
Zvláštním, převážně etymologickým oborem je onomastika, zkoumající původ vlastních jmen.
Etymologická příbuznost slov se nazývá filiace.

## Etymologie slova
Slovo etymologie pochází z řeckého ἐτυμολογία (etymologia), které je složeno ze slov ἔτυμον (etymon), což znamená „pravdivý smysl“, „kořen slova“ a -λογία (-logia), „nauka“.

## Lidová etymologie
Již před vznikem vědecké etymologie existovala lidová etymologie, kdy lidé mnohdy pouze odhadují původ slova, a to nesprávně na základě podobnosti.

## Vznik slov
Ve vývoji jazyka dochází ke změnám významu stávajících slov i ke vzniku jak nových slov, tak nových skutečností, které potřebují pojmenování. Nová slova (neologismy), ať už jakkoliv vzniklá, se zažívají (zdomácňují, neutralizují atd.) zpravidla po dobu desítek let, a ne vždy se stejnou úspěšností, u slangů je vývoj rychlejší.
Prvotní původ slov, podobně jako u malých dětí, bývá autentický, nekonvenční. Takto vzniklé projevy postupně mohou nabýt významu konvenčních znaků.
- expresivita, citoslovečnost (interjekce), žvatlavost – spontánní zvuky, náhodný projev mluvidel, tvorba zvuků vyjadřujících emocionální stav (specifickým projevem této snahy je i zpěv a hudba)
- onomatopoie, napodobování zvuků z okolí (fičet, bručet). Tento aspekt zvukomalebnosti ovlivňuje i oblíbenost slov vzniklých jinak, například traktor, trabant, mašinka. U některých slov lze mluvit i například o pohybomalebnosti (sklápět).

### Změna významu
Slovo lze vytvořit tak, že se změní jeho původní význam.
- změny expresivního náboje či stylové, citové či postojové příznačnosti slova (například z hanlivého nebo uznalého na neutrální nebo naopak, ze slangového na obecné nebo spisovné)
- změna konotací (asociací) spojených s významem slova
- rozšíření či zúžení významu, přenesení jádra významu na jiný prototyp (základní typ) v rámci šíře významu (například lampou se dnes rozumí v první řadě elektrická lampa, nikoliv olejová, sídlištěm se rozumí primárně soubor panelových výškových domů, nikoliv chatrčí apod.).
- metafora – rozšíření nebo přenesení významu na základě podobnosti. Časté jsou metafory například z částí těla (hlava rodiny, noha stolu).
- metonymie – přenesení významu podle souvislostí (například z abstraktního pojmu profil se význam přenese na typ kovodělných polotovarů, nebo z názvu činnosti (obchod) se přenese na místnost, kde se činnost vykonává (prodejnu).
- specifickým případem metafory nebo metonymie je apelativizace, kdy slovo z vlastního jména získá obecný význam (xerox, donkichot, šovinista), apelativizace se projevuje také u frází typu "číst Tolstého", "poslouchat Mozarta".
- naplnění obsahu – do šíře pojmu se bez změny významu vejdou nové jevy, o nichž původní uživatelé neměli tušení, a jádro významu se přenese k nim (např. slovo letadlo ve staročeštině znamenalo pták).

### Odvozování a skládání
Od původních slov lze vytvářet odvozeniny a složeniny.
- tvořivé přizpůsobování stávajících slov, komolení i celková tendence vývoje jazyka
- disimilace – rozdělení původně jediného slova na dvě s různými významy, například slova legrace a rekreace z „rekrací“, původem latinského označení pro školní přestávku
- příponami, předponami, koncovkami nebo jinou flexí
- skládáním (slovních kořenů) (typické pro němčinu)
- spojováním kořenových i nekořenových částí slov nesoucích významové asociace, kterých nabyly v jiném celku (např. workoholismus vzniklo podobností s alkoholismem, standardní slovotvorbou by vznikl například workismus) – typické pro americkou angličtinu, v níž je smysl pro klasickou etymologii oslaben. Viz též makarónština.
- analogie – přizpůsobování slova nebo tvaru slovu s podobným významem (rozinka – hrozinka podle slova hrozen)
- kontaminace – dvě slova s podobným významem se vzájemně ovlivňují nebo splynou (tip a typ, bujarý z bujný a jarý, rozřešení a rozhřešení, krumpáč z der Krumm a kopáč, hřbitov z břitov a hrob).
- tabu – názvy označující nebezpečné nebo mocné jevy se měnily i proto, že vyslovování pravé podoby bylo tabuizováno. Proto vznikaly podoby
  - zkomolené (blecha, herdek, safra)
  - opisné (medvěd, zmije, zubatá)
  - eufemistické (boží posel pro blesk, hostec pro revma, zlom vaz)

### Přejímání
Další možností je přejímání slov z cizích jazyků a jejich postupné přizpůsobování se hostitelskému jazyku.
- přizpůsobení (asimilace) pravopisu, výslovnosti a tvarosloví
- přizpůsobení významově podobným hostitelským slovům (sexuální harašení)
- doslovné překládání cizích slov - kalky (například orto-grafie = pravo-pis)